# Thayngen
Thayngen ([ˈtaːɪŋən]) ist eine politische Gemeinde des Kantons Schaffhausen in der Schweiz. Auf den 1. Januar 2004 wurde sie um die vormals selbständige Gemeinde Barzheim erweitert. Per 1. Januar 2009 haben sich ausserdem die Gemeinden Altdorf, Bibern, Hofen und Opfertshofen der Gemeinde Thayngen angeschlossen.

## Geographie

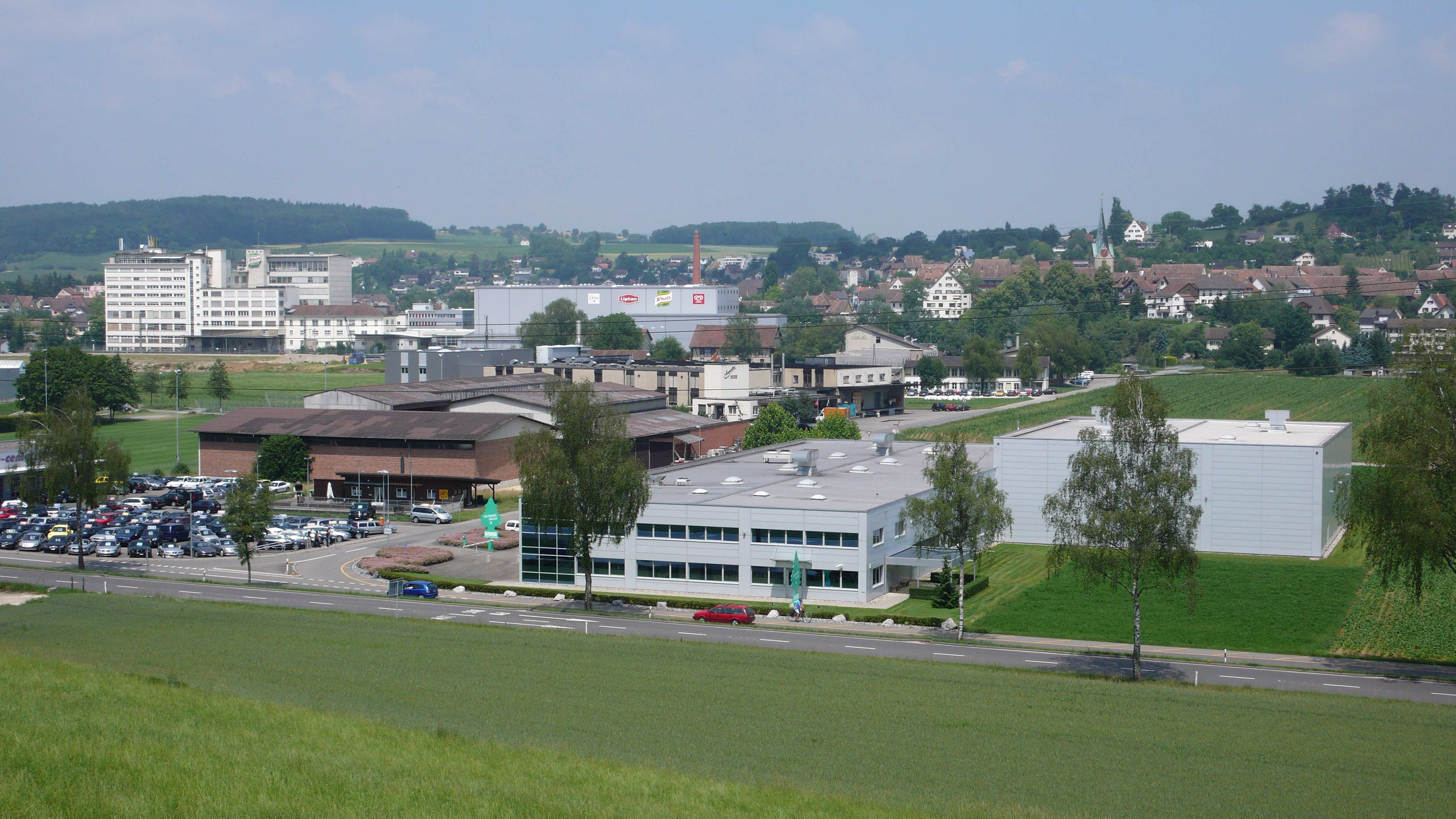
Blick auf Thayngen

Historisches Luftbild von Werner Friedli von 1958

Thayngen liegt im Reiat, nordöstlich der Stadt Schaffhausen. Das Flüsschen Biber formte das Tal von Thayngen. Auf der Nordseite überragt der Chapf mit etwa 550 m ü. M. das Dorf.
Speziell an Thayngen ist, dass es eine längere Grenze zu Deutschland (12 km) als die Verbindung zur übrigen Schweiz (7 km) aufweist.

## Geschichte

### Steinzeit
Vor über 10'000 Jahren bewohnten Rentierjäger der Steinzeit die Höhle Kesslerloch, die noch heute existiert und westlich des Dorfs liegt. Sie gilt als eine der bedeutendsten Fundstellen der Schweiz aus dieser Zeit. In der Nachbarschaft bei Herblingen liegt das Schweizersbild, ebenfalls eine steinzeitliche Station.

### Pfahlbauten
Um ca. 3900 bis 3500 v. Chr. wurden im Gebiet Weier (südlich von Thayngen) Pfahlbauten errichtet. Diese wurden bei Meliorationsarbeiten im Jahr 1914 entdeckt. Die Fundstelle sticht wegen ihrer gut erhaltenen Befunde von Häusern hervor. Dank mehrerer kurz aufeinanderfolgender, dendrodatierter Siedlungen lässt sich hier die kulturelle Entwicklung innerhalb der Pfyner Kultur verfolgen. Nach ersten Ausgrabungen von verschiedensten Gegenständen wurde die Siedlung wieder eingegraben, um sie vor der Zerstörung zu retten. Heute wird das Gebiet für die Landwirtschaft und Schrebergärten verwendet.
2011 wurde die Pfahlbausiedlung Weier mit 110 weiteren Fundstellen in 6 Alpenländern von der UNESCO in das Inventar des UNESCO-Weltkulturerbes aufgenommen. Fundstücke werden im Museum zu Allerheiligen in Schaffhausen ausgestellt.

### Mittelalter
Aus einer Alamannen-Siedlung bildeten sich zwei große Höfe heraus, der Frohnhof (1539) und der Kelnhof (genannt in Urkunden des Klosters Petershausen). Sie waren Besitztum der Grafen des Hegau und Bestandteil des Herzogtums Schwaben. Zunächst kam das Gebiet von den Grafen von Nellenburg (später folgten die von Blumenegg und Herren von Stoffeln) an die Bischöfe von Konstanz. Diese vergaben es an die Klöster Petershausen, Kloster St. Blasien, das Kloster St. Agnesen und das Kloster St. Katharinental. Die Adligen erhielten jeweils die Eigentumsrechte als Lehen zurück. Nach der Schlacht bei Sempach, erstmals bereits 1454, kam Thayngen an Schaffhausen, das den Bund mit den Eidgenossen schloss. Als Vögte der Stadt Schaffhausen waren die von Fulach und die Im Thurn bestimmend für den Ort bis 1798.
Im Schwabenkrieg war Götz von Berlichingen vor Ort, der als 19-jähriger Knappe in Diensten des Markgrafen von Baden in die Kampfhandlungen (Thaynger Sturm) verwickelt wurde, Zeuge der Belagerung und berichtete darüber in seiner Lebensbeschreibung (25. Juli 1499).

### Zweiter Weltkrieg

Grenzwachtsoldaten in Barzheim während des Ersten Weltkriegs

Während des Zweiten Weltkriegs bombardierten am 25. Dezember 1944 gegen 14 Uhr elf zweimotorige B-26 Maurader-Bomber der 320th Bombardment Group im Rahmen der «Operation Clarion» aus dem besetzten französischen Dijon kommend Thayngen. Dies geschah fälschlicherweise, auf Grund eines Navigationsfehlers, anstelle des rund 10 km entfernt liegenden Singen. Dabei wurde das Tonwerk südlich des Bahnhofs fast vollständig zerstört. Ein Angestellter des Stellwerks im Bahnhof wurde getötet. Wäre der Angriff an einem Arbeitstag erfolgt, hätte man im Tonwerk um die 100 Opfer beklagen müssen.

„One mission, eleven sorties, today intended for the Singen RR bridge in Germany, but we unintentionally played Santa Claus to the good burghers of Thayngen, Switzerland and dropped our bombs on them. Fortunately no one was reported killed although a large tile factory received several hits. It was a case of mistaken identity. Thayngen’s misfortune was to be so close to Singen and resemble it from the air.“

„Eine Mission, elf Maschinen, war heute für die Singener Eisenbahnbrücke in Deutschland bestimmt, aber wir haben unbeabsichtigt für die guten Bürger von Thayngen in der Schweiz den Weihnachtsmann gespielt und haben unsere Bomben auf sie fallenlassen. Glücklicherweise wurden keine Toten gemeldet, obwohl eine große Ziegelei mehrere Treffer erhielt. Es war eine Verwechslung: Thayngens Unglück war es, so nahe an Singen zu sein, und dessen Ähnlichkeit aus der Luft.“

Es ist die gleiche Eisenbahnlinie in Richtung Ost-West wie durch Singen, und auch wie in Singen gibt es eine kleine Eisenbahnbrücke über einen kleinen Bach. Wesentlicher Unterschied aber war, dass das Primärziel (die Eisenbahnbrücke) in Thayngen östlich des wesentlich kleineren Bahnhofs, in Singen aber die grosse Eisenbahnbrücke westlich vom wesentlich grösseren Hauptbahnhof lag. Der Angriff wurde in relativ niedriger Höhe bei bester Bodensicht geflogen.

### Fusion mit Barzheim per 1. Januar 2004
Nachdem die Barzheimer Gemeindeversammlung am 3. Juli 2003 mit 83 Prozent die Fusion befürwortete, stimmte auch die Bevölkerung von Thayngen bei der Urnenabstimmung am 31. August mit 86 Prozent der Fusion der Gemeinden Thayngen und Barzheim zu.

#### Abstimmungsresultate
| Gemeinde | Ja-Stimmen | Nein-Stimmen | Stimmbeteiligung |
| -------- | ---------- | ------------ | ---------------- |
| Barzheim | 0069       | 005          |                  |
| Thayngen | 1437       | 224          | 69 %             |

#### Grund der Fusion
Barzheim wollte lange seine Eigenständigkeit bewahren, und eine Fusion war kein Thema. In den Jahren vor der Fusion wurde es aber aus Mangel an Nachwuchs für die Gemeindepolitik immer schwieriger, alle Ämter zu besetzen. Zudem wurden bereits viele Aufgaben wie Schulen oder auch die Feuerwehr mit Thayngen zusammen erfüllt. So beschloss die Barzheimer Gemeindeversammlung im Dezember 2001, die Fusionsverhandlungen aufzunehmen. Zudem wollten die beiden Gemeinden damit an Raum und Attraktivität gewinnen. Für die Barzheimer Einwohner senkte sich zudem der Steuerfuss von 125 auf das Niveau von Thayngen mit 85 Prozent. Die ganze Fusion sollte für die Gemeinde Thayngen kostenneutral sein. Zudem wurde der Zusammenschluss mit einem einmaligen Kantonsbeitrag von 250'000 Franken gefördert.

### Fusion mit Altdorf, Bibern, Hofen und Opfertshofen per 1. Januar 2009
Bei der Urnenabstimmung vom 17. August 2008 stimmten die fünf selbstständigen Gemeinden Thayngen, Altdorf, Bibern, Hofen und Opfertshofen der Fusion per 1. Januar 2009 zu. Die neue Gemeinde Thayngen umfasst rund 5000 Einwohner. Der Kanton Schaffhausen unterstützte die Fusion finanziell mit 6,88 Millionen Franken, die aus den Ausschüttungen des Goldverkaufs der Schweizerischen Nationalbank stammten, um damit die Schulden der vier Gemeinden zu tilgen und den Steuerfuss auf das niedrige Niveau von Thayngen zu senken. Ziel dieser Fusion war es, dass die vier kleinen Gemeinden im Unteren Reiat gegenüber den Nachbargemeinden wieder konkurrenzfähig werden und die neue Gemeinde längerfristig Kosten sparen kann.

#### Abstimmungsresultate
| Gemeinde     | Ja-Stimmen | Nein-Stimmen | Stimmbeteiligung |
| ------------ | ---------- | ------------ | ---------------- |
| Altdorf      | 0120       | 097          | 89 %             |
| Bibern       | 0121       | 027          | 87 %             |
| Hofen        | 0068       | 017          | 98 %             |
| Opfertshofen | 0052       | 019          | 82 %             |
| Thayngen     | 1341       | 504          | 70 %             |

#### Wichtigste Vertragspunkte
Der Fusionsvertrag umfasst 50 Teilprojekte. Die wichtigsten Vertragspunkte sind:
- Der Name der neuen Einwohnergemeinde ist Thayngen; die vier bisherigen Gemeinden Altdorf, Bibern, Hofen und Opfertshofen werden wie Barzheim, das 2004 mit Thayngen fusionierte, zu Ortsteilen, behalten jedoch ihre Postleitzahl.
- Das bisherige Wappen von Thayngen wird zum Wappen der neuen Gemeinde.
- Alle Bürger der Reiatgemeinden erhalten das Bürgerrecht von Thayngen.
- Alle lokalen Behörden, Kommissionen, und auch Zonenpläne werden zusammengeführt.
- Es gibt eine zentrale Gemeindeverwaltung in Thayngen.
- Der Steuerfuss wird an das tiefe Niveau von Thayngen angepasst.
- Der Einwohnerrat von Thayngen umfasst weiterhin 15 Mitglieder, und es gibt nur einen Wahlkreis (das heisst keine fixen Sitze für die neuen Ortsteile)

#### Kritik
Kritiker aus den neuen Ortsteilen wiesen darauf hin, dass die Ortsteile ohne fixe Sitze im Einwohnerrat zukünftig mitsprachelos durch Thayngen verwaltet werden könnten. Zudem wurde befürchtet, dass die gemeinsame Schule der vier neuen Ortsteile in Kürze geschlossen werden könnte. Kritiker aus Thayngen warnten insbesondere vor den finanziellen Risiken einer solchen Fusion, die auf lange Sicht den günstigen Steuerfuss gefährden könnten. Aus allen Gemeinden wurden zudem Stimmen laut, dass Thayngen zuerst seine eigenen Finanzprobleme lösen solle, bevor es mit der Fusion weitere Aufgaben und Unsicherheiten übernehme.

## Bevölkerung

### Sprachen
Thayngen ist eine deutschsprachige Gemeinde; 90,25 % seiner Bewohner haben Deutsch als Muttersprache. Die häufigsten Sprachen der Zuwanderer sind Italienisch mit 3,11 % und Serbokroatisch mit 1,99 %.

### Religionen – Konfessionen
In Thayngen gibt es sowohl eine evangelisch-reformierte als auch eine römisch-katholische Kirche. Zudem gibt es eine Kirche der Freien Evangelischen Gemeinde.

### Nationalitäten
Von den 5151 Einwohnern sind 1057 ausländische Staatsbürger (Stand 31. Dezember 2013). Die Zahl der verschiedenen Nationalitäten ist nicht verfügbar.

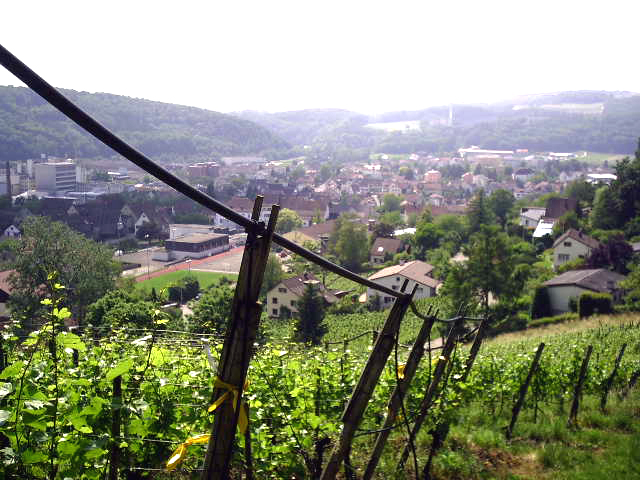
Blick von den Rebbergen über Thayngen

### Einwohnerentwicklung
| Jahr | Einwohner |
| ---- | --------- |
| 1850 | 1252      |
| 1860 | 1233      |
| 1880 | 1284      |
| 1900 | 1508      |
| 1910 | 1760      |
| 1930 | 2070      |
| 1950 | 2461      |
| 1970 | 3640      |
| 1980 | 3751      |
| 1990 | 3773      |
| 2007 | 4160      |
| 2009 | 4948      |
| 2013 | 5033      |
| 2015 | 5293      |
| 2020 | 5608      |

## Politik
- Grüne: 1
- SP: 3
- EVP: 1
- GLP: 2
- FDP: 3
- SVP: 4
- EDU: 1

### Einwohnerrat (Legislative)
Der Einwohnerrat von Thayngen umfasst 15 Mitglieder und wird alle vier Jahre im Proporz gewählt. Die nebenstehende Grafik zeigt seine Zusammensetzung seit der Wahl vom 29. November 2020.

### Gemeinderat (Exekutive)
Der Gemeinderat setzt sich nach der Gemeindepräsidiumswahl vom 30. August 2020 und der Gemeinderatswahl vom 25. Oktober 2020 folgendermassen zusammen:
| Name               | Partei    | Referat                                                                        |
| ------------------ | --------- | ------------------------------------------------------------------------------ |
| Marcel Fringer     | FDP       | Gemeindepräsident                                                              |
| Christoph Meister  | FDP       | Hochbau (Hochbau, gemeindeeigene Bauten, Raumplanung, Energie, Schrebergärten) |
| Andreas Winzeler   | SVP       | Bildung (Schule, Tagesstrukturen, Jugend)                                      |
| Walter Scheiwiller | SP        | Tiefbau (Strassen, Wasser, Kanalisation, Entsorgung, Pachtland)                |
| Rainer Stamm       | parteilos | Finanzen (Finanzen, Umwelt, Wald)                                              |

Ehemalige Gemeindepräsidenten:

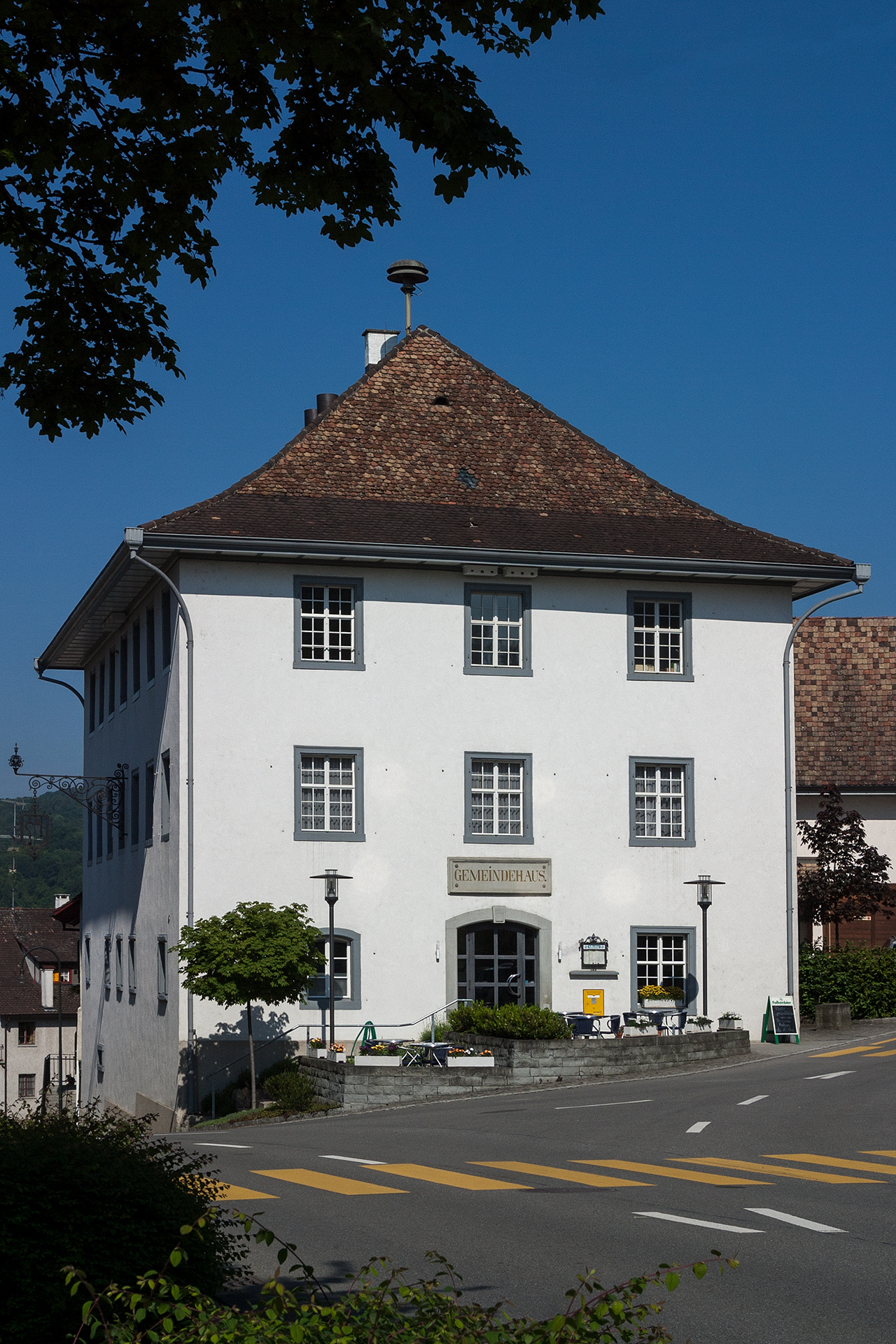
Gemeindehaus

- 2012–2020 Philippe Brühlmann (SVP)
- 2000–2012 Bernhard Müller (SVP)
- 1993–2000 Werner Winzeler (FDP)
- 1970–1992 Walter Stamm (SP)
- 1956–1970 Bernhard Stamm (FDP)
- 1945–1956 Jakob Schneider (BP)

## Wirtschaft

### Industrie und Gewerbe

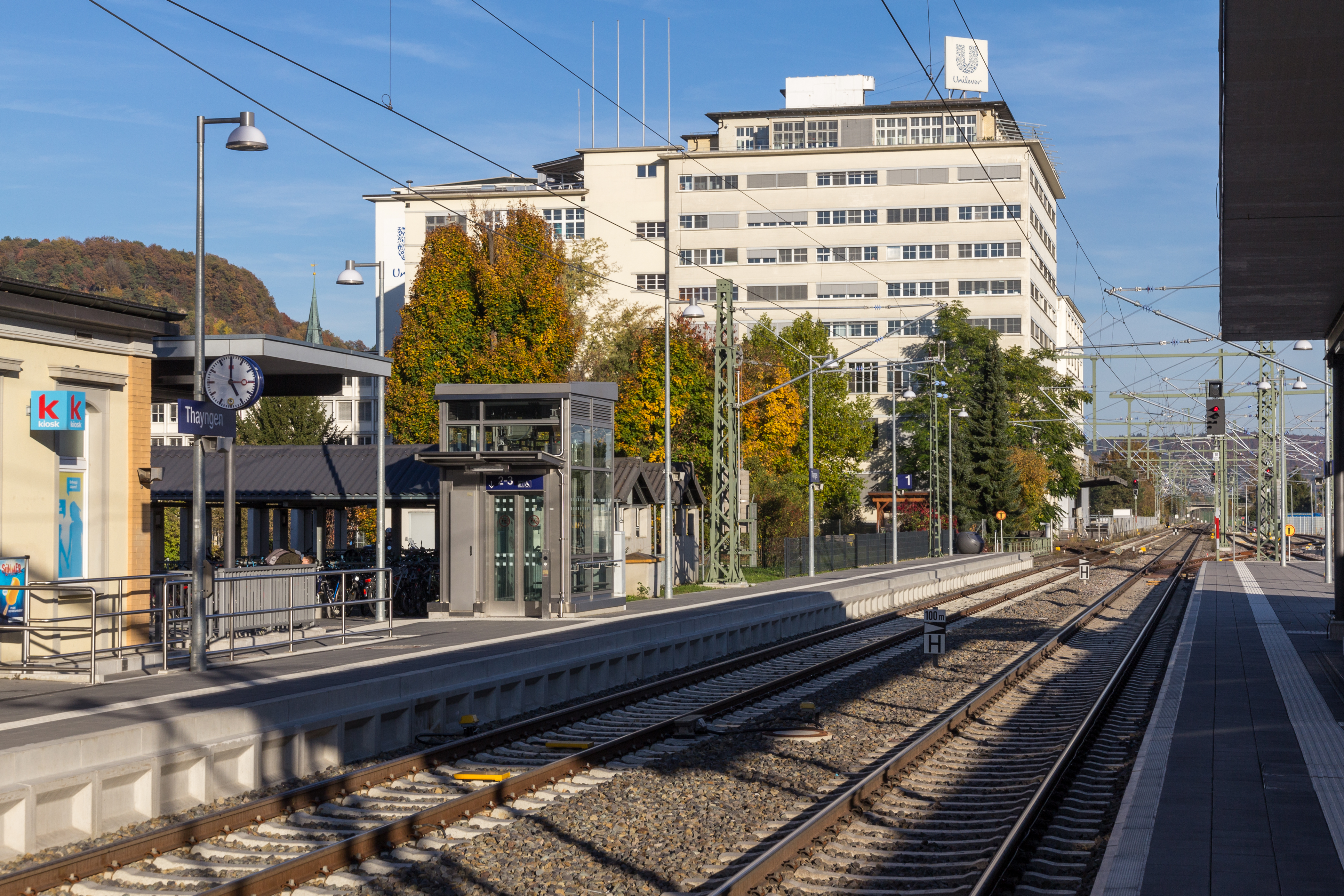
Unilever-Gebäudekomplex beim Bahnhof Thayngen

Der wichtigste Arbeitgeber des Dorfes ist die Unilever Schweiz, das Mutterhaus der Knorr Nährmittel AG. Weitere wichtige Arbeitgeber sind die Druckerei Augustin, der Industriekeramikhersteller Metoxit, der Tampondruckmaschinenhersteller Teca-Print AG und Rieker Schuhe. Daneben gibt es in Thayngen eine Vielzahl von Gewerbe- und Dienstleistungsbetrieben. Bis vor wenigen Jahren stand in Thayngen auch die 1910 gegründete Zementfabrik der Holcim (früher als Portland-Zementwerk bekannt), die 2003 geschlossen und teilweise rückgebaut wurde.

### Landwirtschaft und Weinbau

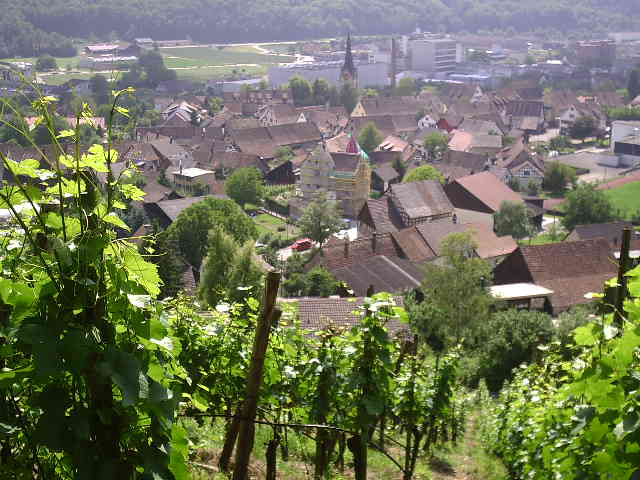
Blick vom Weinberg über Thayngen

In Thayngen gibt es mehrere Weinbauern und Landwirtschaftsbetriebe. Der Weinbau hat hier eine lange Tradition, als Besonderheit baut man hier noch die Stickelreben an. Dies bezeichnet die Einzelanbauweise mit Holzpflöcken, was sehr arbeitsintensiv ist. Angebaut wird zumeist Blauburgunder, es gibt mehrere spezielle Südlagen, die vor Nordwinden geschützten Reben ergeben den Thaynger Reiatwein. Die Anbaugebiete zählen zum Schaffhauser Blauburgunderland.
| Jahr | Weinbau [ha] |
| ---- | ------------ |
| 1865 | 76.68        |
| 1875 | 64.23        |
| 1885 | 65.83        |
| 1895 | 65.83        |
| 1905 | 56.43        |
| 1915 | 22.05        |
| 1925 | 08.81        |
| 1935 | 07.49        |
| 1945 | 06.23        |
| 1955 | 05.27        |
| 1965 | 02.87        |
| 1975 | 02.21        |
| 1985 | 03.45        |
| 1994 | 06.18        |

### Verkehr

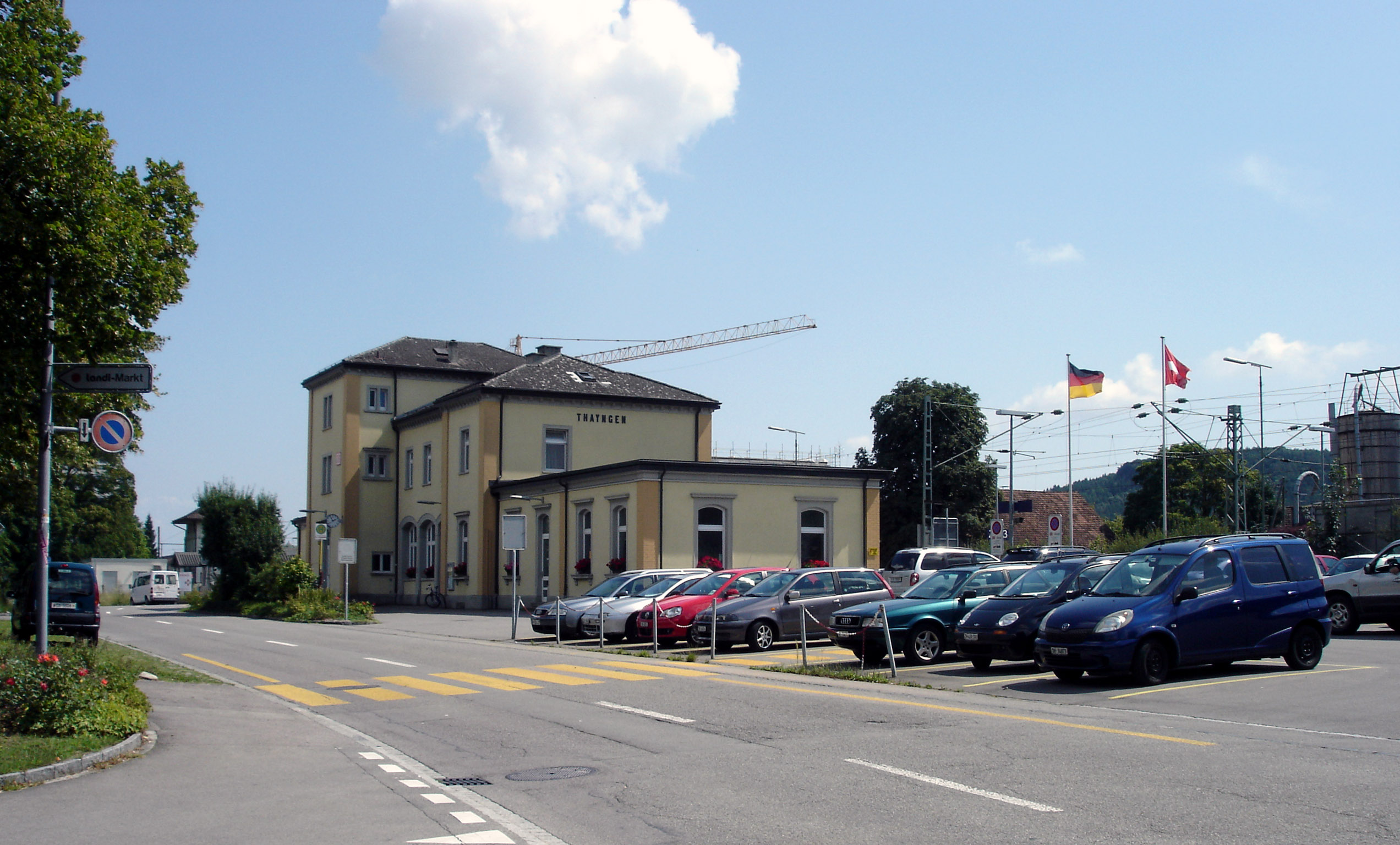
Grenzbahnhof Thayngen (Deutsche Bahn)

Thayngen liegt an der Europastrasse E41/E54 von Schaffhausen nach Singen (Hohentwiel). Weitere Strassenverbindungen sind die Hauptstrasse 146 nach Bibern und Hofen sowie die Hauptstrasse 15 nach Schaffhausen, die schwach genutzt wird seit dem Bau der kantonalen Autostrasse Mutzentäli (A4) – Thayngen – B34. Letztere stellt für fast alle Fahrten in dieser Richtung die günstigere Verbindung dar. Eine Nebenstrasse führt nach Dörflingen.
Mit öffentlichen Verkehrsmitteln ist Thayngen durch seinen Bahnhof am Abschnitt Schaffhausen–Singen der Hochrheinbahn Basel–Singen–Konstanz angebunden. Über diese Strecke verkehrt auch die S-Bahn-Linie S 24 nach Schaffhausen – Winterthur – Zürich Flughafen – Zürich Hauptbahnhof – Thalwil – Baar – Zug.

## Wappen

### Wappen von Thayngen
Blasonierung
Gespaltet von schwarz mit weissem Schlüssel und grün mit weissem Rebmesser überhöht vom weissen Schweizerkreuz.
Thayngen war ein bedeutendes Weinbaudorf. Als solches zeichnete 1569 ein silbernes Rebmesser mit goldenem Griff in rotem Feld sein Wappen. Wenig später findet sich das gleiche Wappen in gleichen Farben, einzig mit einem kleinen, weissen Kreuz überhöht. Nur einmal erscheint für Thayngen ein anderes Wappen, nämlich 1597, wo eine blaue Traube den Schild schmückt. Über die Jahrhunderte behält Thayngen dieses Wappen bei. Erst 1840 findet sich auf einem Siegel die Teilung mit dem Schlüssel. Woher dieser Schlüssel stammt, lässt sich heute nicht mehr herausfinden. Bei der Bereinigung des Wappens 1951 wurde der Versammlung die historische Version, das Rebmesser mit Schweizerkreuz auf rotem Feld, vorgeschlagen, jedoch zugunsten des heutigen Wappens abgelehnt.

### Wappen der Ortsteile
| Altdorf | Barzheim | Bibern | Hofen | Opfertshofen |

## Kultur und Sehenswürdigkeiten

### Natur und Geschichte
- Kesslerloch: paläolithische Wohnhöhle, im Schweizer Bundesinventar der Landschaften und Naturdenkmäler von nationaler Bedeutung
- Weier: neolithische Ufersiedlung, UNESCO-Welterbe
- Morgetshofsee und Rudolfersee: Toteisseen
- Langloch / Kurzloch: Gletscherabflussrinnen

### Gebäude
- Haus zum Hirzen

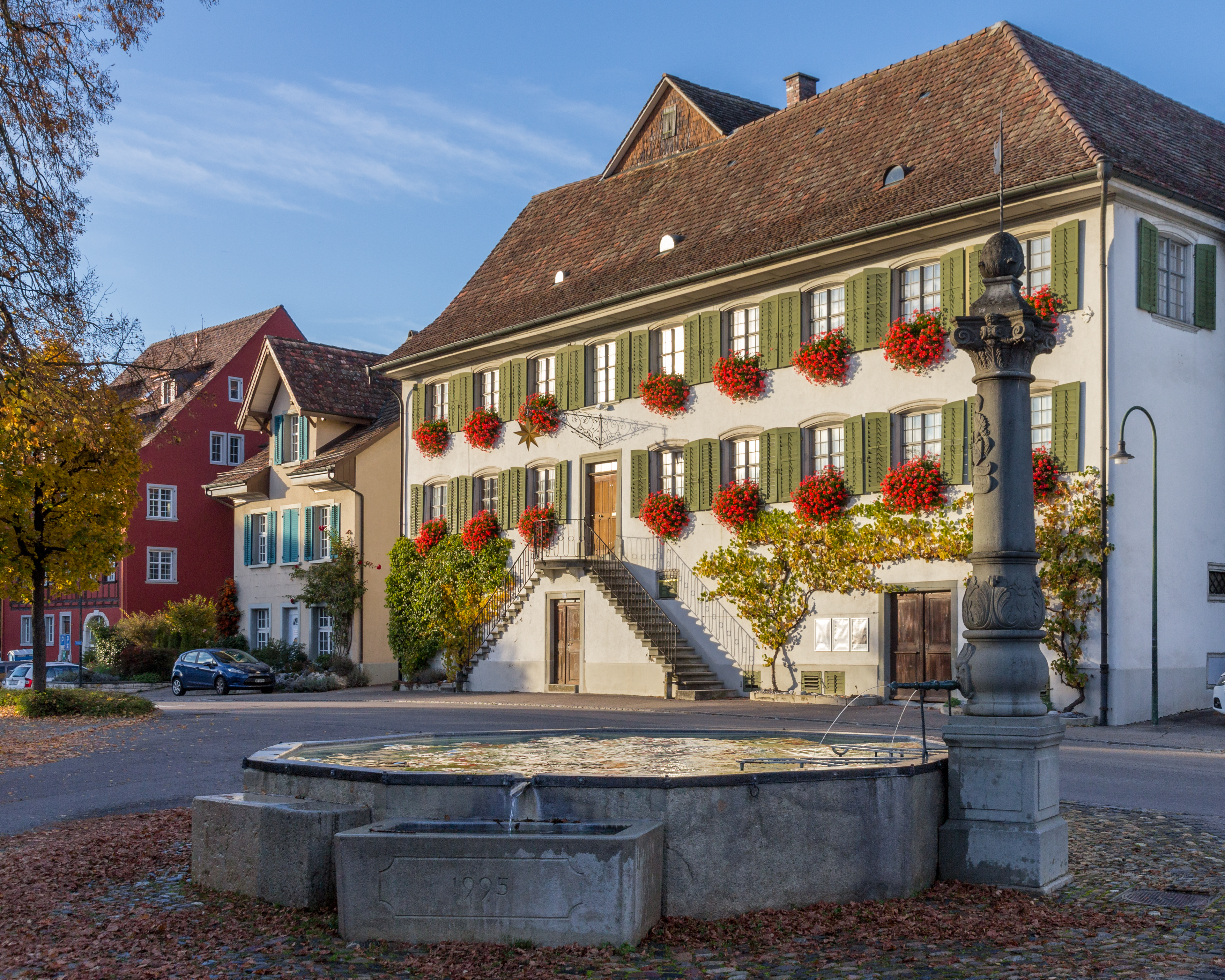
Dorfbrunnen auf dem Kirchplatz und Haus zum Sternen

- Schloss Oberhof: im Thurnscher Vogteisitz
- Haus zum Sternen
- Ehemaliges Gasthaus Adler: Ortsmuseum, Goethe-Zimmer

### Kultureinrichtungen
- Schreibmaschinen-Museum (private Sammlung), Thayngen-Bibern

## Persönlichkeiten
- Petrus I. von Thayingen (1334–1348), Abt des Klosters St. Blasien
- Hans Stokar (1490–1556), Kaufmann, Reichsvogt, Chronist und Pilger
- Hans Im Thurn-Stokar (1535–1611), Vogtherr
- Hans Im Thurn-Peyer, Sohn des ersteren, 1579–1648, Bürgermeister in Schaffhausen
- Eberhard Im Thurn (1658–1728), Vogt in Büsingen am Hochrhein
- Martin Stamm (1847–1918), Chirurg in Ohio
- Karl Wilhelm Bührer (1861–1917), Unternehmer und Autor, geboren in Bibern
- Bernhard Seiler (* 1930), Alt-Ständerat
- Harold Haefner (1933–2022), Geograph und Hochschullehrer
- Rosmarie Tissi (* 1937), Grafikerin
- Gerold Bührer (* 1948), Alt-Nationalrat, Präsident Economiesuisse
- Rainer Weber (* 1951), Musiker
- Kevin Brühlmann (* 1990), Journalist, Reporter und Sachbuchautor, wuchs in Thayngen auf

## Bilder

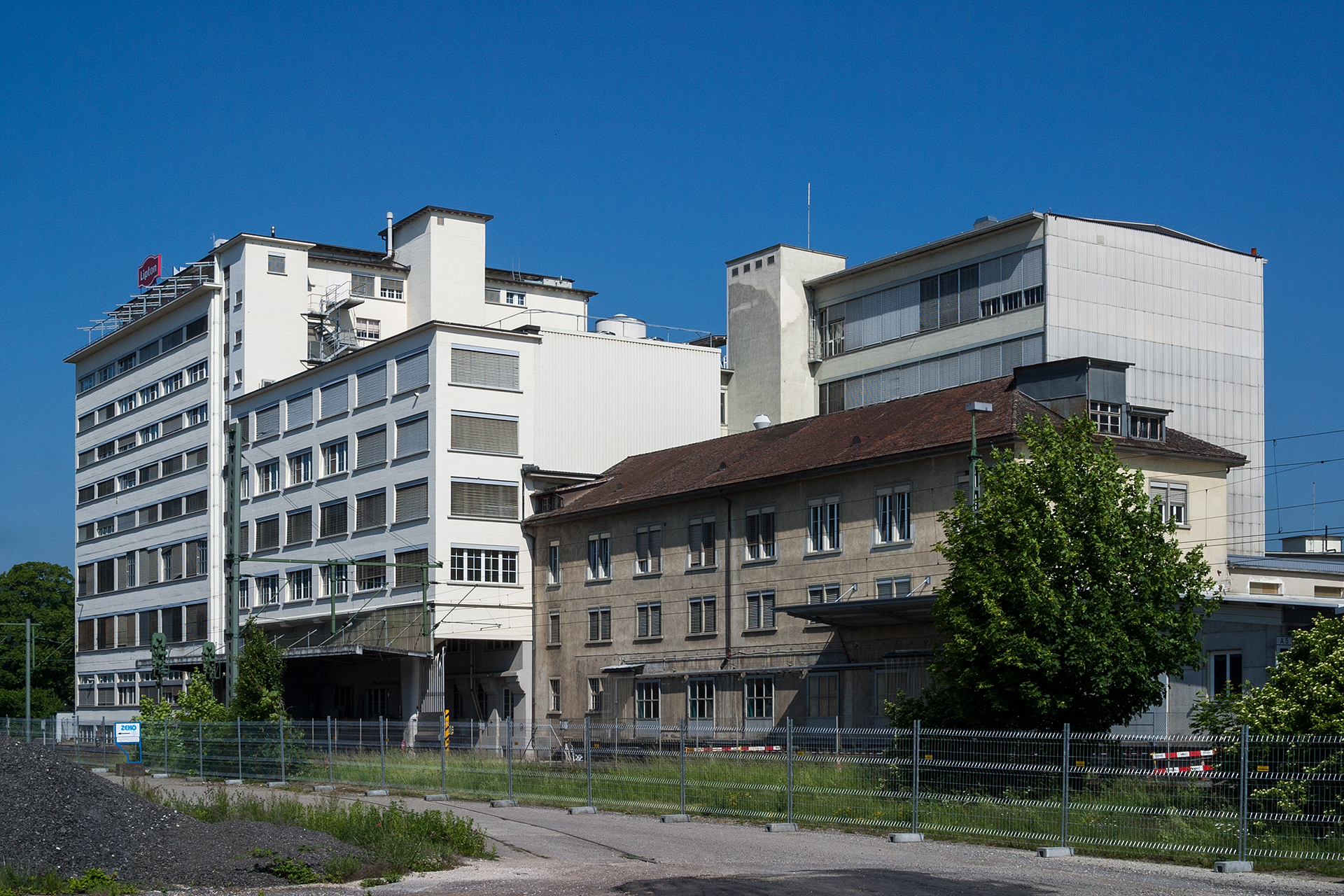
Produktionsgebäude der Unilever (Knorr)
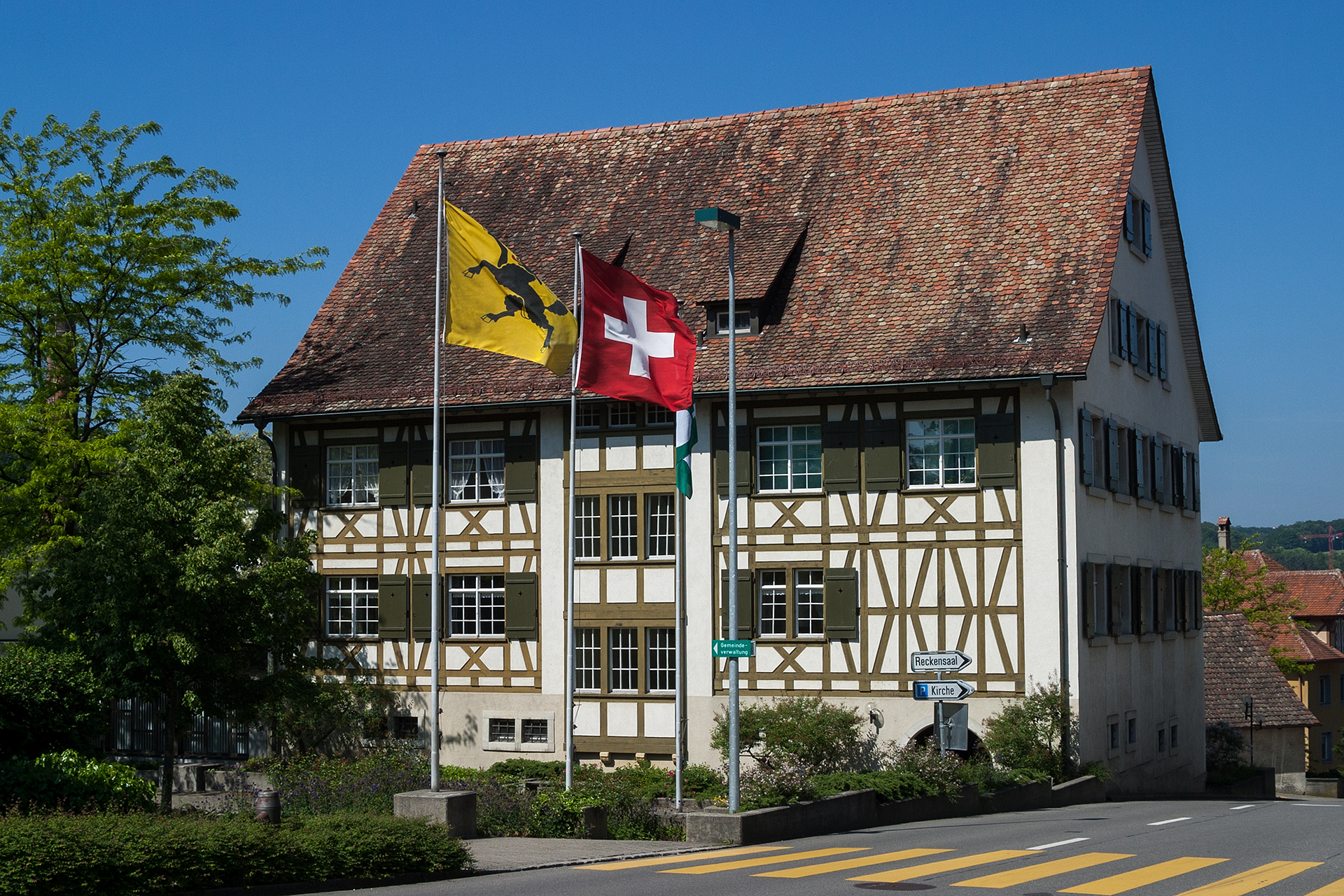
Haus «Adler», ehemaliges Gasthaus, in welchem 1797 auch Johann Wolfgang von Goethe abstieg, beherbergt heute das Ortsmuseum
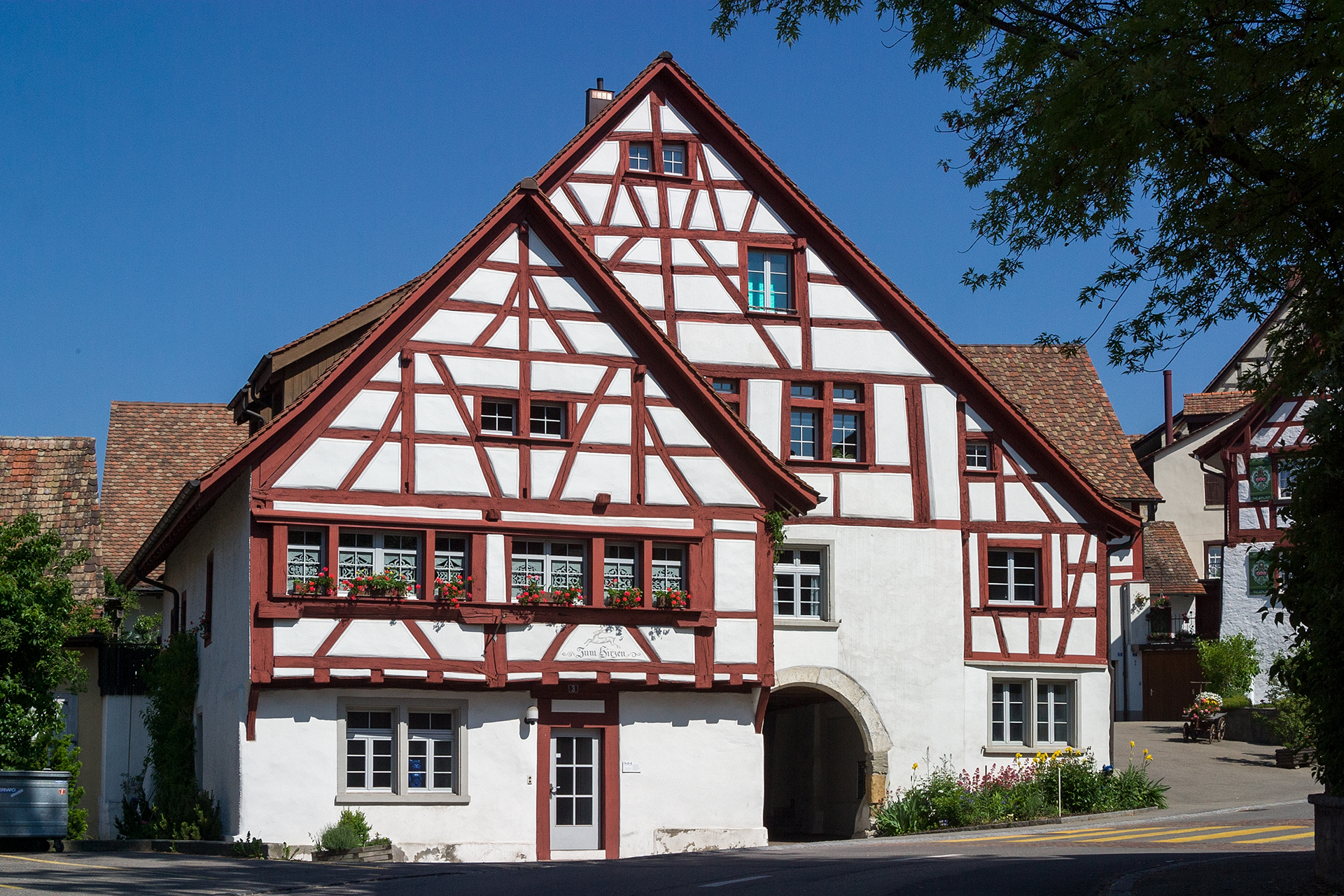
Haus «Hirzen»
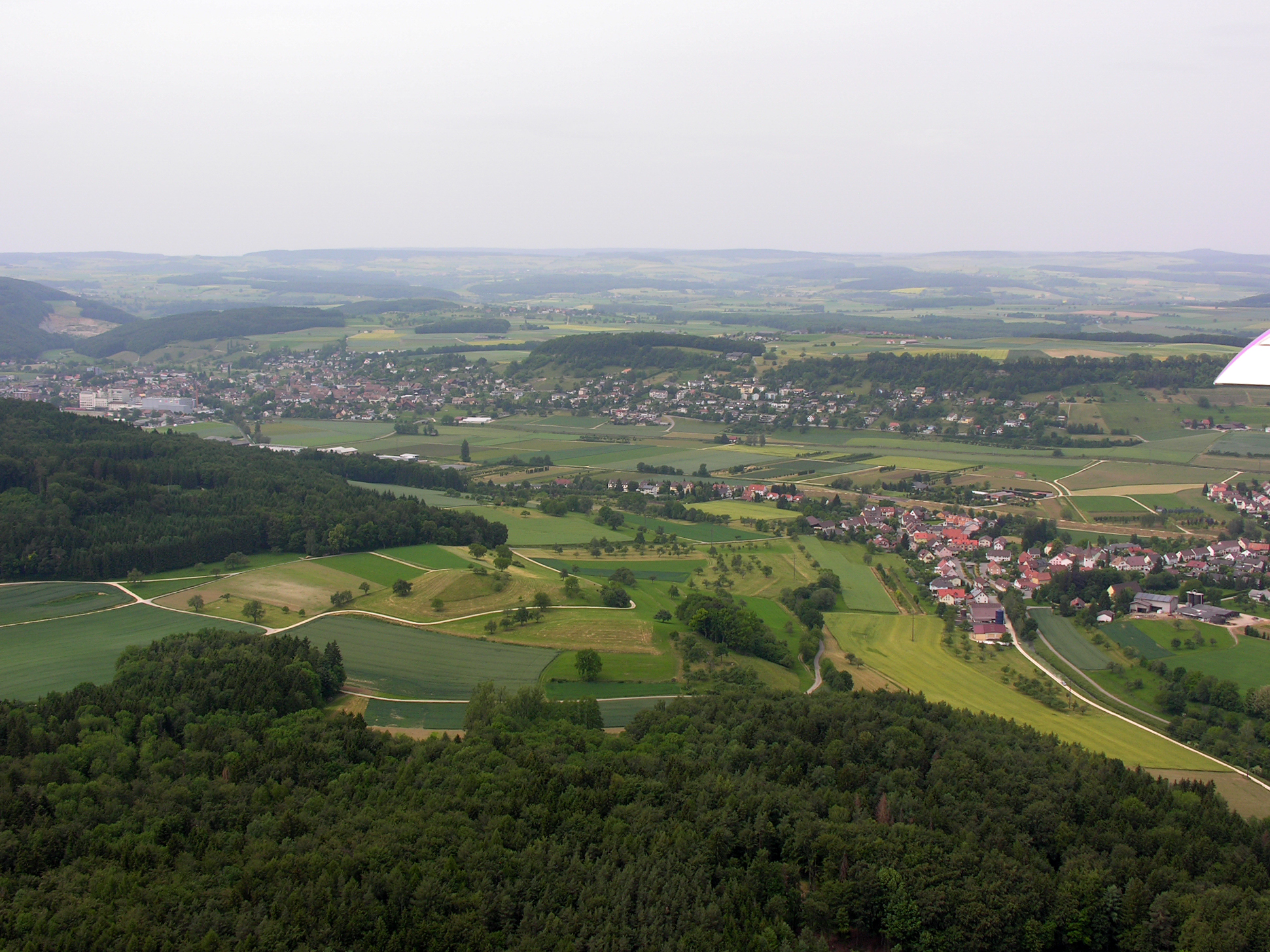
Luftaufnahme: Thayngen im Hintergrund vor dem Chapf, davor Bietingen (am 16. Juni 2006)